# Ludwig-Ferdinand von Friedeburg
Ludwig-Ferdinand von Friedeburg (Wilhelmshaven, 21 de maio de 1924 — Frankfurt, 17 de maio de 2010, Frankfurt am Main) foi um comandante de U-Boot que serviu na Kriegsmarine durante a Segunda Guerra Mundial.